# Saint-Germain-d'Ectot
Saint-Germain-d'Ectot is een plaats en voormalige gemeente in het Franse departement Calvados in de regio Normandië. De plaats maakt deel uit van het arrondissement Bayeux.

## Geschiedenis
Op 22 maart 2015 werd het kanton Caumont-l'Éventé, waartoe Saint-Germain-d'Ectot behoorde, opgeheven en werden de gemeenten ophenomen in het kanton Aunay-sur-Odon. Op 1 januari 2017 werd  de gemeente Anctoville, Longraye en Torteval-Quesnay samengevoegd tot de commune nouvelle Aurseulles.

## Geografie
De oppervlakte van Saint-Germain-d'Ectot bedraagt 4,9 km², de bevolkingsdichtheid is 56,1 inwoners per km².
De onderstaande kaart toont de ligging van Saint-Germain-d'Ectot met de belangrijkste infrastructuur en aangrenzende gemeenten.

## Demografie
Onderstaande figuur toont het verloop van het inwonertal (bron: INSEE-tellingen).
Vanwege een beveiligingsprobleem met de MediaWiki Graph-software is het momenteel niet mogelijk deze grafiek weer te geven. Zodra de software is bijgewerkt zal de grafiek vanzelf weer zichtbaar worden.
Anctoville · Feuguerolles-sur-Seulles · Longraye · Orbois · Quesnay-Guesnon · Saint-Germain-d'Ectot · Sermentot · Torteval